# FBC Nordic
FBC Nordic Sundsvall är en innebandyklubb i Sundsvall i Sverige.
Klubben skapades under namnet IBK Nordic 1997. Säsongen 2005/2006 spelade IBK Nordic i division 1 norra för herrar. Klubben slogs sedan ihop med IBK Sundsvall 2006, under namnet Sundsvall City (som bytte namn till IBK Sundsvall 2015 och sedan slog ihop med Ankarsvik BK 2018 och bildade Sundsvall FBC).  
2009 återuppstod klubben under namnet  Floorballclub Nordic Sundsvall.

### Fotnoter
1. ↑  ”IBK Sundsvall + IBK Nordic = Sundsvall City IB”. Sundsvalls tidning. 20 april 2006. Arkiverad från originalet den 7 februari 2015. https://web.archive.org/web/20150207204446/http://www.st.nu/sport/ibk-sundsvall-ibk-nordic-sundsvall-city-ib. Läst 15 oktober 2013.
2. ↑  ”Glädjen i fokus hos FBC Nordic”. https://www.st.nu/artikel/gladjen-i-fokus-hos-fbc-nordic. Läst 6 februari 2021.